# Виктор Калник
Виктор Калник е украински дипломат.

## Биография
Роден на 21 май 1948 г. в Житомирска област в семейството на военни. Завършва Киевския институт за народно стопанство. Икономист.
През 1971 г. работи в Мукачевския винен завод, като икономист в планов отдел. Служи в Съветската армия.
До 1990 г. работи в Държавната инспекция по цените и в Държавния комитет по цените, като се издига до поста заместник-началник на комитета.
През 1992 г. е назначен за заместник-министър на икономиката, а през 1998 г. – първи заместник министър на икономиката.
През 1994 г. следва в Института по мениджмънт в Атланта (САЩ).
През 1994 – 1998 г. е депутат във Върховната Рада, член на парламентарната асамблея на Черноморското икономическо сътрудничество (ЧИС).
През 2000 г. е председател на Наблюдателния съвет към Спестовната банка на Украйна.
През 2001 г. е стажант в Дипломатическата академия на Украйна. През 2001 – 2005 г. е посланик на Украйна в Гърция. От 2 април 2007 г. е назначен за посланик на Украйна в България.